# Langschwanz-Sulawesi-Spitzmausratte

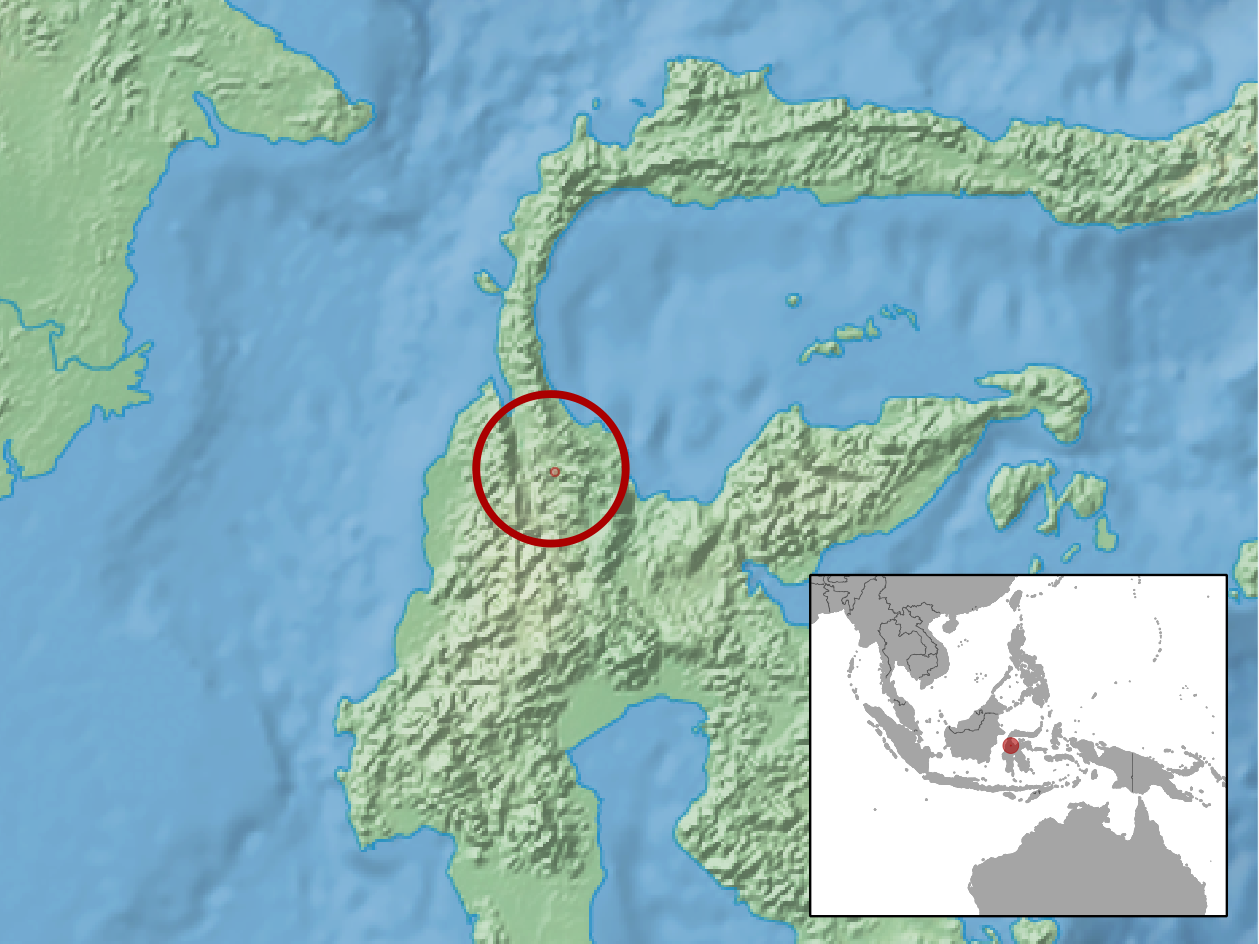
Erster Fundort der Art, der Zweite liegt etwas weiter südlich

Die Langschwanz-Sulawesi-Spitzmausratte (Tateomys macrocercus) ist ein auf Sulawesi endemisches Nagetier in der Unterfamilie der Altweltmäuse. Sie bildet zusammen mit der Tate-Sulawesi-Spitzmausratte (Tateomys rhinogradoides) die Gattung Große Sulawesi-Spitzmausratten.

## Merkmale
Erwachsene Exemplare sind ohne Schwanz 110 bis 120 mm lang, die Schwanzlänge beträgt 160 bis 173 mm und das Gewicht liegt bei 43 bis 55 g. Es sind etwa 30 mm lange Hinterfüße und etwa 18 mm lange Ohren vorhanden. Wie der Name andeutet, ist der Schwanz im Verhältnis zu anderen Körperteilen auffällig lang und nackt. Kopf, Rumpf und Beine sind mit grauem Fell bedeckt. Typisch für die Art sind schmale Füße mit schmalen Krallen, ein länglicher Schnauzenteil (Rostrum) am Schädel und normal entwickelte Kronen an den Zähnen. Die Molaren im Oberkiefer besitzen drei Wurzeln, während bei den unteren Molaren nur zwei Wurzeln vorhanden sind. Die vier paarig angeordneten Zitzen der Weibchen liegen im Leistenbereich.

## Verbreitung und Lebensweise
Die Langschwanz-Sulawesi-Spitzmausratte  ist nur von den Bergen Mount Nokilalaki und Mount Gandangdewata aus dem zentralen Teil Sulawesis bekannt. Sie hält sich zwischen 1600 und 2600 Meter Höhe auf. Die Exemplare leben in feuchten Bergwäldern, die soweit bekannt ursprünglich sein sollten.
Diese nachtaktive Spitzmausratte läuft auf dem Boden und klettert im Bewuchs. Bei Untersuchungen des Mageninhalts wurden Reste von Regenwürmern und anderen Erdwürmern festgestellt. Zur Fortpflanzung gibt es keine Angaben.

## Gefährdung
Vermutlich wirken sich Waldrodungen, die auch im Nationalpark Lore Lindu stattfinden, negativ aus. Die IUCN listet die Art mit unzureichender Datenlage (data deficient) aufgrund fehlender Informationen zur Populationsgröße.